# Clásico Regiomontano femenil
El Clásico Regiomontano femenil (también conocido como Clásico Regio o Clásico del Norte) es el partido que enfrenta a los equipos femeninos de Club de Fútbol Monterrey y Tigres de la UANL de la Liga MX Femenil. Ambos equipos, al igual que sus homólogos masculinos, representan al estado de Nuevo León.
También son las máximas ganadoras de la Liga MX femenil –Las Amazonas ganaron seis campeonatos y las Rayadas lograron cuatro– y los dos únicos clubes en conseguir el bicampeonato de liga. Además, el dominio neoleonés en el torneo liguero es tal que Tigres y Monterrey ocupan el 1° y 2° lugar (respectivamente) en la tabla general histórica, han jugado la final entre sí en seis ocasiones, y al menos uno de los clubes ha estado presente en doce de las 14 finales en la historia del torneo.

## Historia
El primer clásico regio disputado por mujeres se llevó a cabo el 4 de mayo de 2017 durante la segunda jornada de la Copa de la Liga MX Femenil. La victoria sería para las felinas, quienes derrotaron a su rival por un marcador de 4-3; Lanny Silva fue la autora del primer gol en la naciente historia del clásico femenino cuando el partido apenas iniciaba.

## Historial de partidos
| #  | Fecha                    | Local | Resultado                  | Visitante | Estadio       | Torneo                                |
| -- | ------------------------ | ----- | -------------------------- | --------- | ------------- | ------------------------------------- |
| 1  | 4 de mayo de 2017        | MTY   | 3–4                        | TIG       | FMF Cancha 2  | Copa de la Liga MX Femenil, Jornada 2 |
| 2  | 2 de septiembre de 2017  | MTY   | 2–1                        | TIG       | BBVA          | Apertura, Jornada 6                   |
| 3  | 19 de febrero de 2018    | TIG   | 0–2                        | MTY       | Universitario | Clausura, Jornada 7                   |
| 4  | 27 de abril de 2018      | TIG   | 2–2                        | MTY       | Universitario | Clausura, Final                       |
| 5  | 4 de mayo de 2018        | MTY   | 2–2 (4-4 global; 2-4 pen.) | TIG       | BBVA          | Clausura, Final                       |
| 6  | 22 de octubre de 2018    | MTY   | 4–5                        | TIG       | BBVA          | Apertura, Jornada 14                  |
| 7  | 28 de enero de 2019      | TIG   | 1–1                        | MTY       | Universitario | Clausura, Jornada 5                   |
| 8  | 10 de mayo de 2019       | TIG   | 1–1                        | MTY       | Universitario | Clausura, Final                       |
| 9  | 13 de mayo de 2019       | MTY   | 1–2 (2-3 global.)          | TIG       | BBVA          | Clausura, Final                       |
| 10 | 26 de agosto de 2019     | TIG   | 3–2                        | MTY       | Universitario | Apertura, Jornada 8                   |
| 11 | 29 de noviembre de 2019  | TIG   | 1–1                        | MTY       | Universitario | Apertura, Final                       |
| 12 | 7 de diciembre de 2019   | MTY   | 1–0 (2-1 global.)          | TIG       | BBVA          | Apertura, Final                       |
| 13 | 14 de noviembre de 2020  | TIG   | 1–2                        | MTY       | Universitario | Apertura, Jornada 16                  |
| 14 | 11 de diciembre de 2020  | MTY   | 0–1                        | TIG       | BBVA          | Apertura, Final                       |
| 15 | 14 de diciembre de 2020  | TIG   | 0–1 (1-1 global; 3-2 pen.) | MTY       | Universitario | Apertura, Final                       |
| 16 | 29 de marzo de 2021      | MTY   | 2–2                        | TIG       | BBVA          | Clausura, Jornada 13                  |
| 17 | 14 de mayo de 2021       | MTY   | 2–2                        | TIG       | BBVA          | Clausura, Semifinal                   |
| 18 | 17 de mayo de 2021       | TIG   | 4–1 (6-3 global.)          | MTY       | Universitario | Clausura, Semifinal                   |
| 19 | 9 de octubre de 2021     | TIG   | 2–1                        | MTY       | Universitario | Apertura, Jornada 12                  |
| 20 | 17 de diciembre de 2021  | MTY   | 2–2                        | TIG       | BBVA          | Apertura, Final                       |
| 21 | 20 de diciembre de 2021  | TIG   | 0–0 (2-2 global, 1-3 pen.) | MTY       | Universitario | Apertura, Final                       |
| 22 | 25 de abril de 2022      | MTY   | 0–0                        | TIG       | BBVA          | Clausura, Jornada 16                  |
| 23 | 30 de septiembre de 2022 | TIG   | 2–2                        | MTY       | Universitario | Apertura, Jornada 15                  |
| 24 | 4 de noviembre de 2022   | TIG   | 2–1                        | MTY       | Universitario | Apertura, Semifinal                   |
| 25 | 7 de noviembre de 2022   | MTY   | 1–1 (3-4 global.)          | TIG       | BBVA          | Apertura, Semifinal                   |
| 26 | 25 de marzo de 2023      | MTY   | 1–1                        | TIG       | BBVA          | Clausura, Jornada 11                  |
| 27 | 19 de octubre de 2023    | TIG   | 1–3                        | MTY       | Universitario | Apertura, Jornada 16                  |
| 28 | 17 de noviembre de 2023  | MTY   | 0–0                        | TIG       | BBVA          | Apertura, Semifinal                   |
| 29 | 20 de noviembre de 2023  | TIG   | 1–0 (1-0 global.)          | MTY       | Universitario | Apertura, Semifinal                   |
| 30 | 15 de marzo de 2024      | MTY   | 0–0                        | TIG       | BBVA          | Clausura, Jornada 11                  |
| 31 | 27 de junio de 2024      | MTY   | 0–0                        | TIG       | BBVA          | Campeón de Campeonas, Final           |
| 32 | 30 de junio de 2024      | MTY   | 2–3                        | TIG       | Universitario | Campeón de Campeonas, Final           |
| 33 | 22 de agosto de 2024     | MTY   | 0–4                        | TIG       | Universitario | CONCACAF Champions Cup, Jornada 1     |
| 34 | 14 de septiembre de 2024 | TIG   | 0–0                        | MTY       | Universitario | Apertura, Jornada 10                  |
| 35 | 22 de noviembre de 2024  | TIG   | 1–0                        | MTY       | Universitario | Apertura, Final                       |
| 36 | 25 de noviembre de 2024  | MTY   | 3–2 (3-3 global, 4-3 pen.) | TIG       | BBVA          | Apertura, Final                       |
| 37 | 14 de febrero de 2025    | MTY   | 1–5                        | TIG       | BBVA          | Clausura, Jornada 9                   |
| 38 | 25 de abril de 2025      | TIG   | 1–1                        | MTY       | Universitario | Clausura, Semifinal                   |
| 39 | 28 de abril de 2025      | MTY   | 1–1 (2-2 global)           | TIG       | BBVA          | Clausura, Semifinal                   |

## Máximas goleadoras
| # | Jugador           | Club      | Goles |
| - | ----------------- | --------- | ----- |
| 1 | Katty Martínez    | Tigres    | 11    |
| 2 | Desiree Monsiváis | Monterrey | 8     |
| 3 | Belén Cruz        | Tigres    | 7     |
| 4 | Diana Evangelista | Monterrey | 7     |
| 5 | Lizbeth Ovalle    | Tigres    | 6     |